# Charles Atkin
Charles Sydney Atkin (Sheffield, South Yorkshire, 1889. február 26. – Sheffield, South Yorkshire, 1958. május 9.) olimpiai bajnok brit gyeplabdázó, orvos.
Az antwerpeni 1920. évi nyári olimpiai játékokon indult, mint gyeplabdázó. A brit csapat csak két mérkőzést játszott, mert a harmadikra nem álltak ki a franciák. Végül a britek lettekaz olimpiai bajnokok.
Orvosi diplomát szerzett és egy neves orvosdinasztia negyedik generációs tagja volt. Az első világháborúban orvos századosként szolgált.